# 拉特兰 (捷克克鲁姆洛夫)

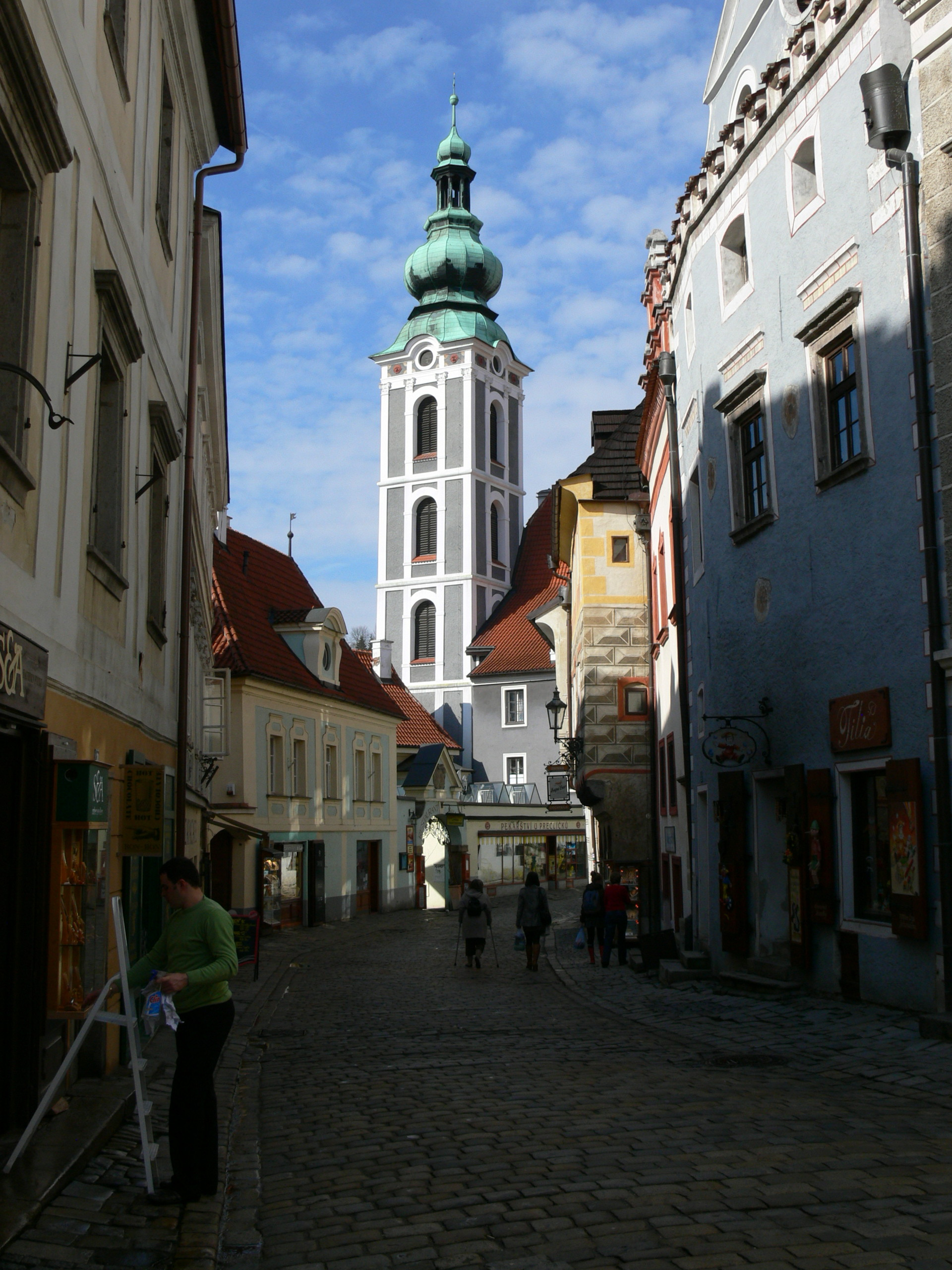

拉特兰（Latrán）是捷克南波希米亚州捷克克鲁姆洛夫的一个历史街区，位于伏尔塔瓦河左岸，紧邻城堡下方，捷克克鲁姆洛夫城堡 ，形成克鲁姆洛夫历史中心的北部。拉特兰区面积为 9.72 平方公里，目前登记了220 个地址，1088 名常驻居民。该区的轴线是同名的拉特兰街。

## 名称
“拉特兰”这个名字来源于该区的位置。这个名字源于拉丁语 latus / lateranus，指与城堡相邻的防御工事部分。

## 历史
拉特兰原为独立城市，伴随着城堡而建立和发展起来。它和克鲁姆洛夫之间存在了几个世纪的巨大竞争，尤其是在城市权利和特权方面。然而渐渐地，拉特兰不可逆转地融入了这座城市。但自罗森伯格家族时代以来，拉特兰虽然独立，却在克鲁姆洛夫议员中的十二人委员会中有自己的代表。最后，在拉特兰和克鲁姆洛夫之间的相互敌意超过了可能的最高限度的时候，1555年，一项法令下令将两个城镇合并成一个城镇。

## 建筑

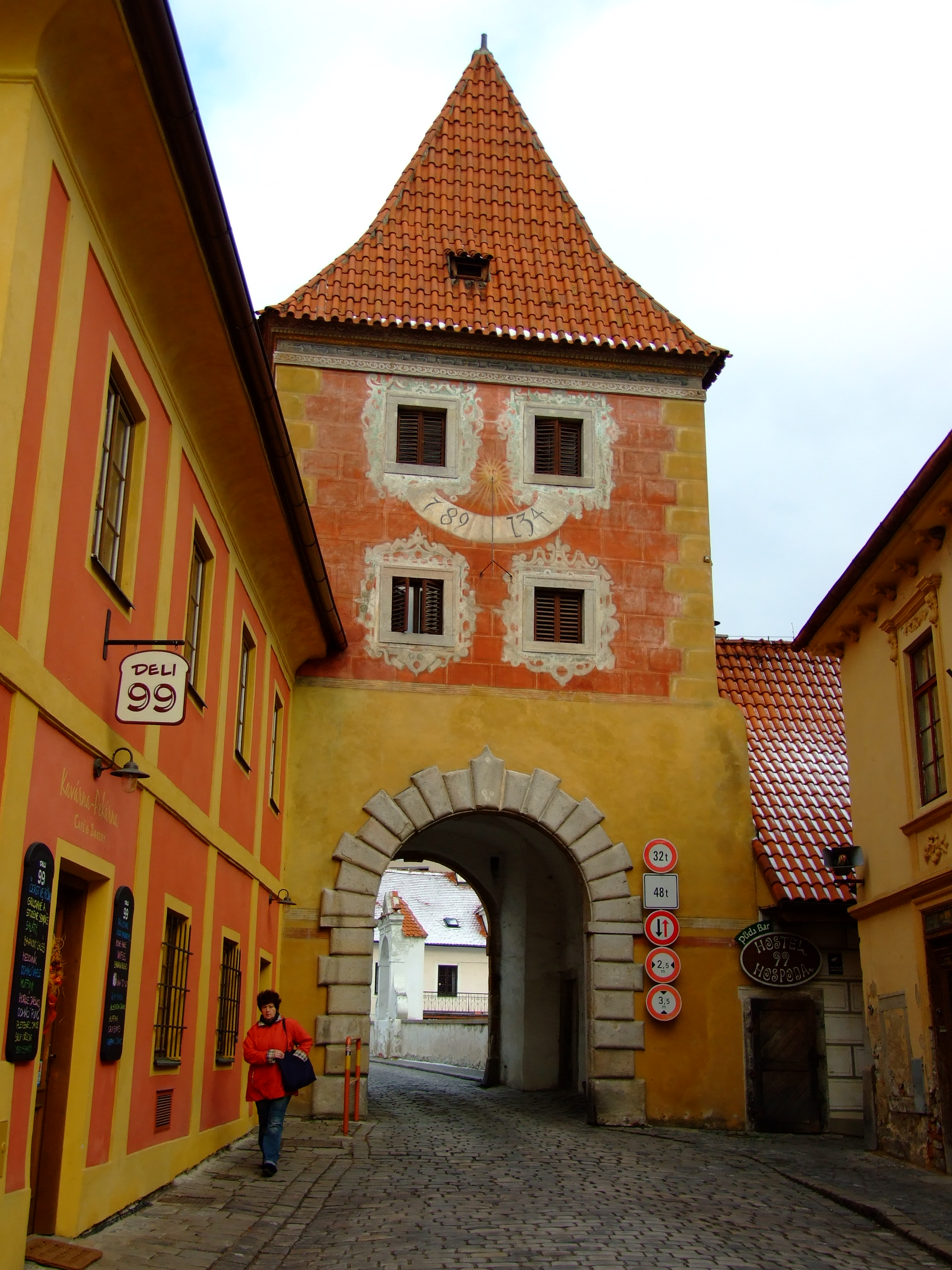
布杰约维采门

在这个城区，有大量具有历史价值的哥特式和文艺复兴风格的建筑：
- 布杰约维采门（Budějovická brána）：最年轻的同时也是唯一幸存的中世纪城门
- 圣儒督堂（kostel svatého Jošta）– 所谓的德国教堂，最初是哥特式，从 20 世纪开始多次重建。用作住宅
- 埃根贝格啤酒厂（Pivovar Eggenberg），原为施瓦岑贝格啤酒厂（Schwarzenberský pivovar）
- 方济各会修道院（Minoritský klášter）–今天是红星十字军骑士团（Rytířský řád křižovníků s červenou hvězdou）的修道院，设有拱廊庭院和巴洛克风格的艾恩西德尔恩圣母小堂（kaple Panna Maria Einsiedelnská）。[3][4]